# Ingrid - Die Geschichte eines Fotomodells
Ingrid - Die Geschichte eines Fotomodells è un film del 1955 di produzione tedesca diretto da Géza von Radványi.